# Tragrolle

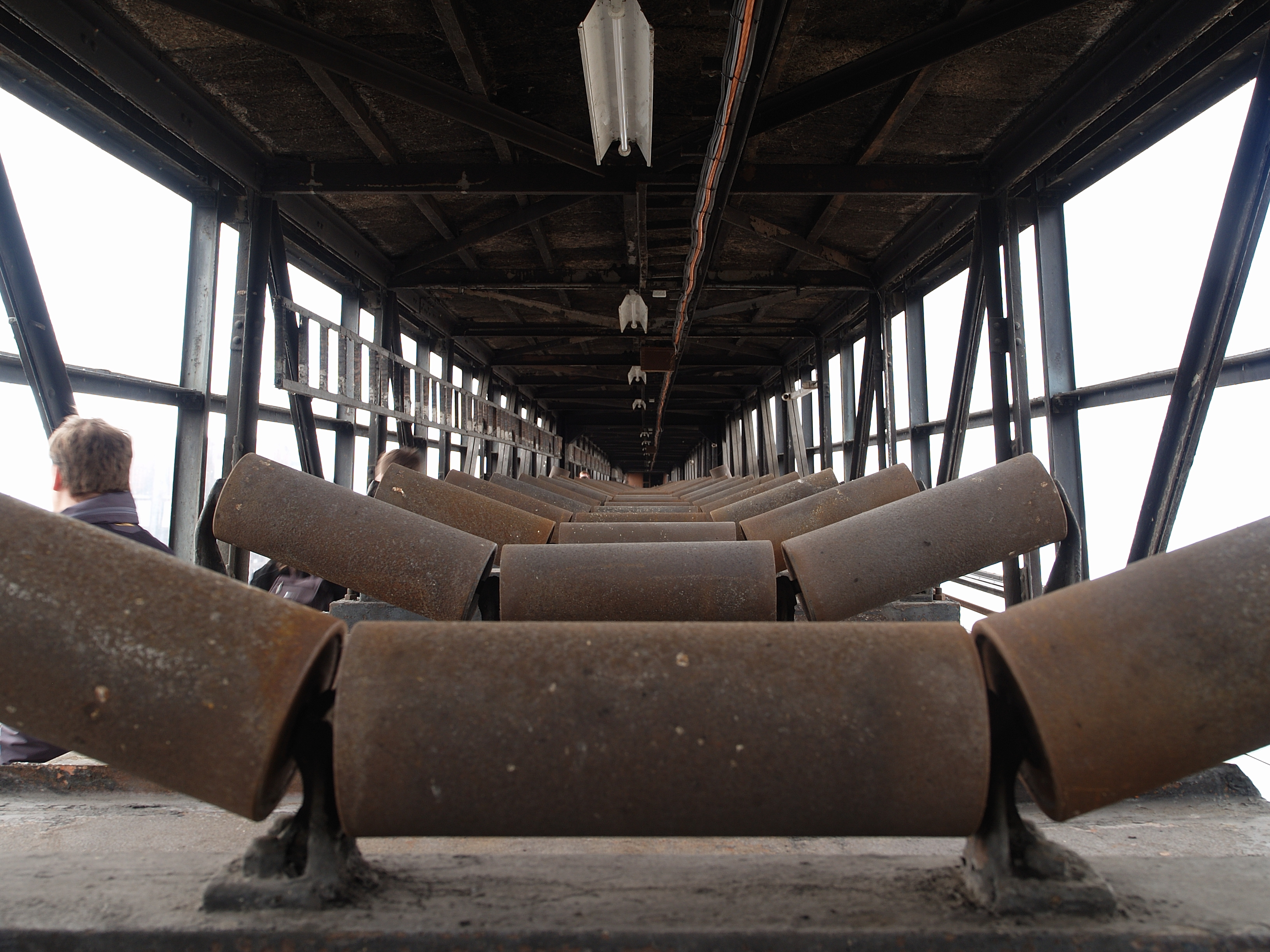
Tragrollen in der stillgelegten Kokerei Hansa

Gerüst einer Gurtförderanlage mit den Tragrollen im Obertrum und den in Gegenrichtung laufenden Rollen im Untertrum

Tragrollen sind als passive Trag- und Führungselemente wesentlicher Bestandteil von Gurtfördereranlagen. Ein zwischen einer Kopf- und Hecktrommel endlos umlaufender Fördergurt muss unterstützt werden. Diese Unterstützung des (oben) beladenen Obertrum und dem (unten) zurück geführten Untertrum einer Gurtfördereranlage erfolgt durch Tragrollen, indem diese rollenden Kontakt zwischen dem Traggerüst und dem Gurtförderband herstellen.
Im Obertrum wird durch mindestens 3 Tragrollen eine Muldenform gebildet, in der das Fördergut für den Transport sicher abgelegt wird. Im Untertrum liegt der Gurt entweder auf einer durchgehenden Tragrolle auf oder wird durch zwei V-förmig angeordnete Tragrollen geführt.
In Abhängigkeit von der Durchsatzmenge für das zu transportierende Fördergut ergibt sich eine bestimmte Gurtbreite und eine erforderliche Fördergeschwindigkeit. Daraus ergeben sich letztendlich die verschiedene Abmessungen von Tragrollen bezüglich Länge und Durchmesser. Die Rollenlängen sind abhängig von der Breite des verwendeten Gurtes. Die Durchmesser sind abhängig von der Fördergeschwindigkeit und reichen von 63,5 mm bei langsam laufenden Bandanlagen bis hin zu 219 mm bei schnell laufenden Anlagen. Die Drehzahl der Tragrollen im Nennbetrieb einer Anlage sollte aber nicht mehr als 650 1/min betragen.
Mehrere miteinander beweglich verknüpfte Tragrollen werden als Girlande bezeichnet. Die Halterungen von Girlanden und einzelnen Tragrollen erfolgt in Rollenstationen innerhalb des Traggerüstes einer Förderstrecke.

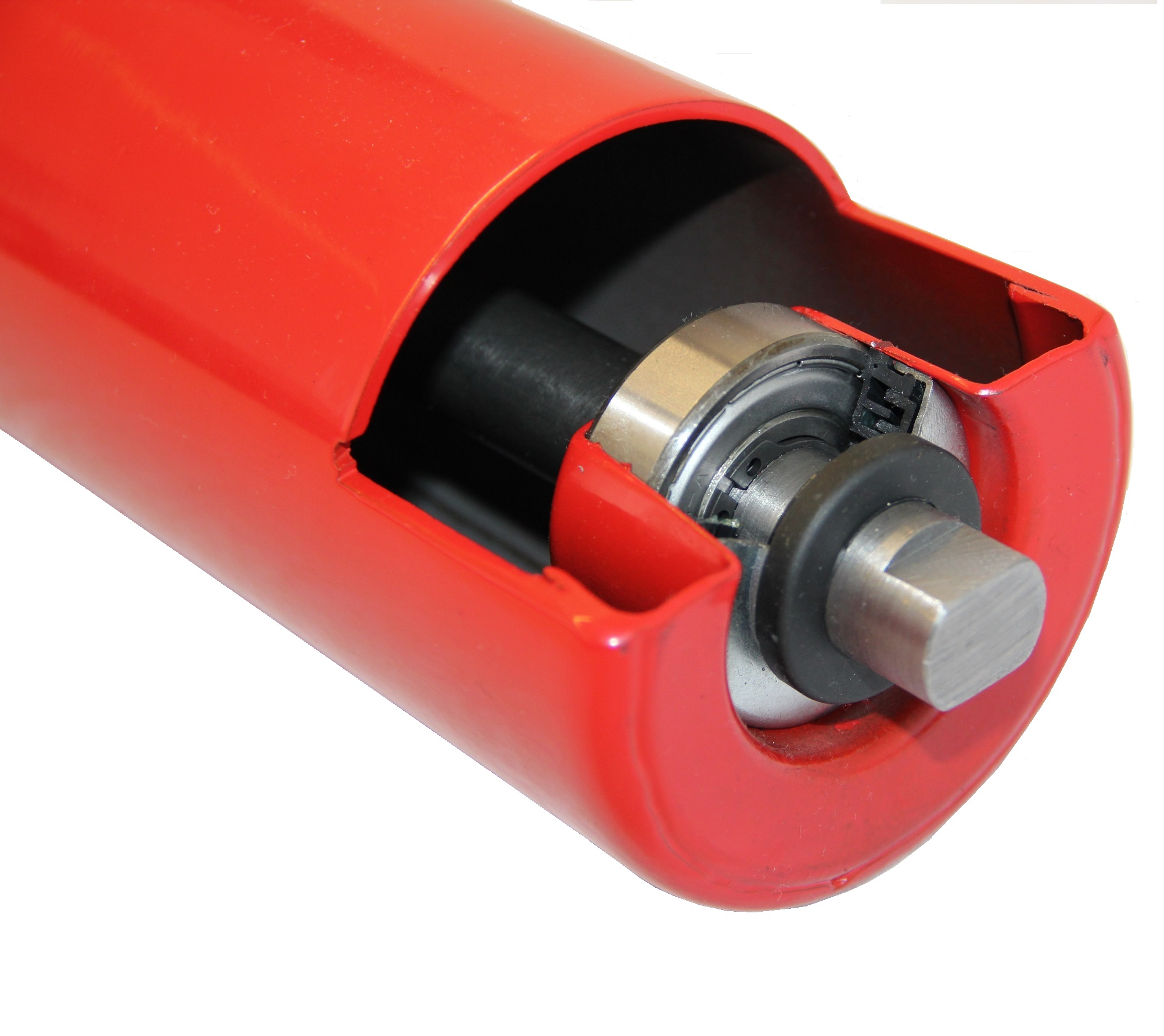
Tragrolle nach DIN 15207 (aufgeschnitten) mit Präzisionskugellager, Labyrinth-Abdichtung, Stahlblechdeckel und Regenschutzkappe

Die verwendeten Tragrollen weisen in der Regel eine Zylinderform auf und bestehen aus Stahlrohren mit eingeschweißten Blech- oder eingepressten Gusskappen als Tragrollenböden mit integrierten Lagerhalterungen. Mit den eingesetzten Wälzlagern wird die innenliegende Achse geführt, die ihrerseits in den Traggerüsten verlagert ist.
Tragrollen sind deshalb immer mit einer sogenannten „Innenlagerung“ versehen, d. h. die Wälzlager befinden sich innerhalb der Tragrolle und die Tragrolle dreht sich immer relativ zur Achse.
In unterschiedlichen Ausführungen können Tragrollen beispielsweise aus Stahl oder Kunststoff gefertigt werden und zusätzlich auch mit einer Beschichtung versehen werden.
Die Laufeigenschaften einer Tragrolle werden vor allem von den Fertigungstoleranzen der einzelnen Bauteilkomponenten, von den verwendeten Schmiermitteln für die Lager sowie vom Verschleiß der Rolle beeinflusst.
Die Vorgaben für die Hauptmaße einer Normrolle sind in der DIN 15207 (Stetigförderer – Tragrollen für Gurtförderer – Hauptmaße der Tragrollen) festgelegt. Darüber hinaus listet sie die unterschiedlichen Achsenden bei Tragrollen auf (Tabelle 2). Dazu wird unter anderem die zweiseitig angeflachte Achse (Schlüsselweite) gezählt. Die DIN 22112 Teil 1 bis 3 (Gurtförderer für den Kohlenbergbau unter Tage – Tragrollen) führt die Definition weiter.
Eine weitere Empfehlung über die Ausführung von Tragrollen und deren Einbau in das Traggerüst wird durch die Richtlinie VDI 2341 (Gurtförderer für Schüttgut – Tragrollen und Tragrollenabstände) gegeben.